# باشگاه فوتبال قلعه
باشگاه فوتبال قلعه (ترکی آذربایجانی: Qala Futbol Klubu) یک باشگاه و تیم فوتبال پیشین و منحل‌شده در جمهوری آذربایجان بود که در شهر باکو فعالیت داشت.